# 東大阪市立上四条小学校
東大阪市立上四条小学校（ひがしおおさかしりつ かみしじょうしょうがっこう）は、大阪府東大阪市上四条町にある公立小学校。

## 沿革
- 1973年（昭和48年）4月1日 - 東大阪市立縄手小学校より分離し開校する。

## 通学区域
- 上四条町1～23番、24番1～16号、25～39号、25～30番、上六万寺町13番11～16号、30～32号、14番1～4号、22号、四条町9～21番、瓢箪山町10～26番、南四条町10～11番、12番7～19号、13～15番、上六万寺町13番10号（縄手南小学校及び縄手南中学校の通学区域を除く。）、南四条町12番6号（縄手小学校の通学区域を除く。）[1]

## 進路状況
ほとんどの児童は東大阪市立縄手中学校へ進学するが、国私立中学校へ進学する児童もいる。